# 尼基塔·施莱赫尔
尼基塔·施莱赫尔（俄语：Никита Шлейхер，1998年6月10日—），俄羅斯男子跳水運動員。

## 簡歷
2016年8月，尼基塔·施莱赫尔代表俄羅斯參加巴西里約熱內盧舉行的奥林匹克运动会跳水比賽，與维克托·米尼巴耶夫搭檔出戰男子雙人10米高臺賽事，最終獲第七名。
2021年跳水世界盃於日本東京舉行，尼基塔和搭檔叶夫根尼·库兹涅佐夫在雙人3公尺跳台比賽中獲得銅牌。

## 主要比賽成績
只列出曾進入三甲的國際賽事成績：
| 年份   | 賽事               | 項目     | 拍檔 | 成績   | 成績 |
| ------ | ------------------ | -------- | ---- | ------ | ---- |
| 2015年 | 歐洲運動會跳水比賽 | 1米彈板  | －   | 583.80 | 金牌 |
| 2015年 | 歐洲運動會跳水比賽 | 10米高台 | －   | 556.55 | 銀牌 |